# Dathapabhuti
Dathapabhuti fou rei d'Anuradhapura (Sri Lanka) del 539 al 540. Era fill de Silakala que li va concedir l'administració d'una part del regne, la part sud amb Ruhunu i Malaya Rata, els districtes habitats per pobles més guerrers i conservadors.
A la mort del seu pare a Anuradhapura, el seu germà petit Upatissa era a la capital i per ambició pròpia o tement que Upatissa s'apoderés de la corona, es va presentar allí i es va proclamar rei. Upatissa va protestar, ja que la corona havia de ser pel germà gran Moggallana (que administrava la part oriental de l'illa), i Dathapabhuti el va fer matar. Quan Moggallana va saber la usurpació i la mort del seu germà petit, va decidir iniciar la guerra per venjar el cruel acte i recuperar el tron. L'exèrcit de la zona oriental va avançar cap al nord i va trobar les forces del rei Dathapabhuti acampades prop de la muntanya Karinda preparades per obstruir el seu avanç. Dathapabhuti era conscient que l'exèrcit de Moggallana era superior i segurament tenia més suport popular, li va enviar el següent missatge: "els habitants d'aquesta illa no són hostils ni contra tu ni contra mi. Si un de nosaltres mor, llavors no hi haurà cap mes remei que el regne sigui dividit en dos. I per això cal que ningú lluiti, deixem que el combat sigui entre nosaltres, cadascun en el seu elefant, i no tot l'exèrcit, i el que guanyi serà l'únic rei".
Moggallana no podia refusar i tot i ser conscient de la seva superioritat va acceptar. Una lluita singular entre els dos reis germans muntats en els seus elefants. Després d'un temps lluitant els dos cossos estaven coberts de sang; finalment l'elefant de Dathapabhuti fou traspassat pel de Moggallana i va començar a fugir; el rei en veure això es va disposar a tallar-se el coll; Moggallana va aixecar les mans i li va dir "No ho facis" però no fou escoltat i Dathapabhuti es va tallar el coll quan feia sis mesos i sis dies que havia arribar al poder. D'acord amb el pacte Moggallana II va quedar com únic rei.